# Aldersgate

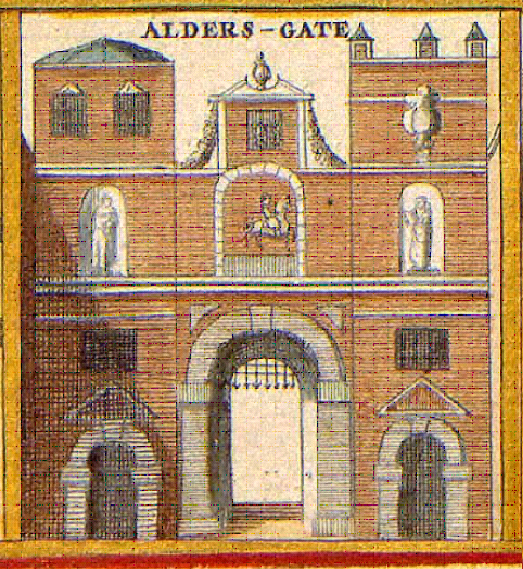
Illustrazione di Aldersgate

Aldersgate era una porta del London Wall costruita dai romani per proteggere la città di Londinium. La porta ha dato il nome alla Aldersgate Street una strada che conduce a Clerkenwell nel nord del London Borough of Islington.

## Storia
L'antica porta venne abbattuta nel 1617 e ricostruita lo stesso anno su disegno di Gerard Christmas. Venne poi danneggiata dal grande incendio, ma venne ripristinata e rimase al suo posto fino al 1761.